# علم تشولا
علم تشولا أو علم النمر Flag of Chola ( ) تم استخدامها من قبل سلالة تشولا التاميلية. كان النمر أو النمر القافز هو الشعار الملكي لتشولا وتم تصويره على العملات المعدنية والأختام واللافتات. على عملات أوتاما تشولا ، ظهر نمر تشولا على شكل نمر جالس بين سمكة بانديا التوأم وقوس تشيرا.

## التوثيق
تم ذكر علم تشولا في كتاب Periya Puranam ، الذي تم تجميعه خلال القرن الثاني عشر بواسطة Sekkizhar .
يذكر كتاب Periya Puranam ما يلي عن علم Chola:
| « | பாட்டியற் றமிழுரை பயின்ற வெல்லையுட் கோட்டுயர் பனிவரைக் குன்றி னுச்சியிற் சூட்டிய வளர்புலிச் சோழர் காவிரி நாட்டியல் பதனையா னவில லுற்றனன். 'الأجداد الذين عاشوا بتواضع والذين تعلموا الحكمة وعبروا الجبال الجليدية أقاموا على ذروة التلال حيث تنمو النمور الشجاعة وقد صنعوا حضارتهم على ضفاف نهر كافيري. بيريابورانام - பெரியபுராணம் | » |

## المشتقات المعاصرة
كان علم تاميل إيلام مستوحى من علم تشولا.